# Max Reinmöller

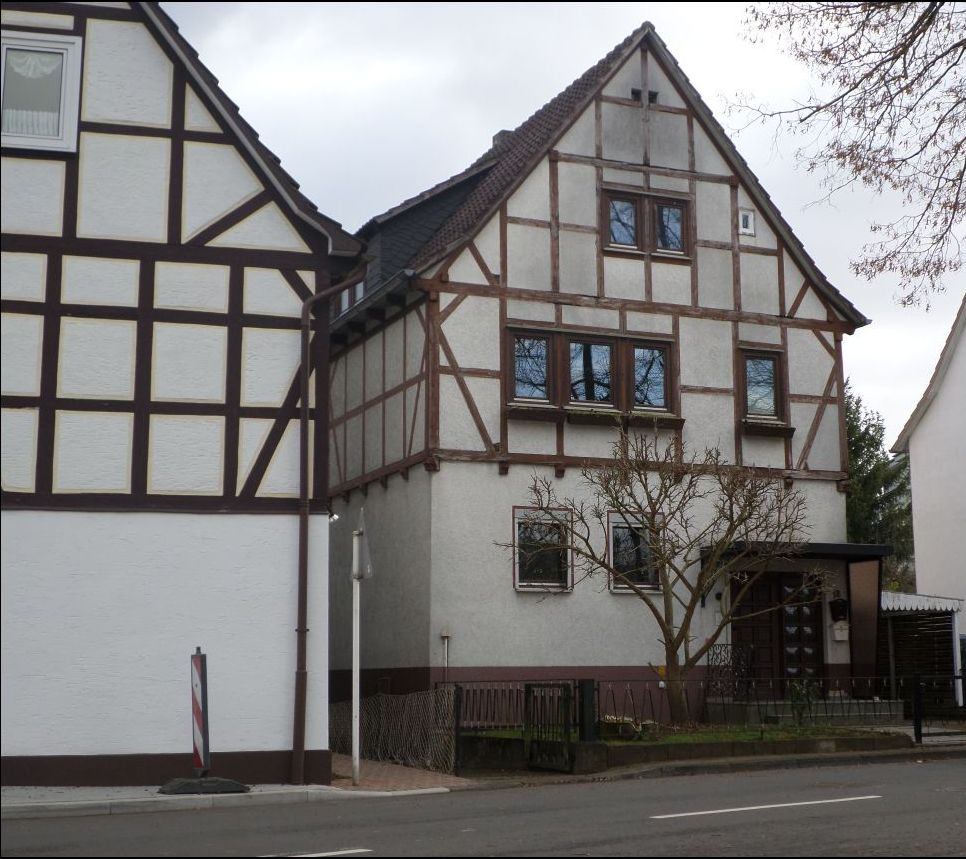
Geburtshaus von Max Reinmöller in Bebra

Matthäus Max Reinmöller (* 10. Mai 1886 in Bebra; † 18. März 1977 in Rostock) war ein deutscher Kieferchirurg und Hochschullehrer.

## Leben
Nach dem Abitur in Greifswald diente Reinmöller 1906/07 als Einjährig-Freiwilliger im Großherzoglich Mecklenburgischen Füsilier-Regiment „Kaiser Wilhelm“ Nr. 90. Als Unteroffizier entlassen, studierte er an der Universität Breslau und der Universität Rostock Zahnmedizin. Im Jahre 1908 wurde er im Corps Visigothia recipiert. Er zeichnete sich zweimal als Consenior und einmal als Senior aus. Ab 1910 war Reinmöller Assistenzarzt an den Universitätskliniken in Breslau und Rostock. Im August 1914 kam er „zu spät zum 1. Weltkrieg“, weil er gerade eine Festungshaft wegen Duells verbüßte. Er bat den Kaiser per Telegramm um die Aufhebung und reiste seinem Regiment an die Ostfront (Erster Weltkrieg) nach. Über den ganzen Krieg diente er in einem Infanterieregiment, zuletzt als Oberleutnant. Von 1919 bis 1921 studierte er in Rostock Humanmedizin. Als Medizinalpraktikant wurde er 1921 zum Dr. med. promoviert. Er war 1921/22 Assistenzarzt an der Charité in Berlin und kehrte für den Rest seines Lebens nach Rostock zurück. Er wurde 1922 Oberarzt und habilitierte sich 1923. Nach fünf Jahren als Privatdozent wurde er 1928 zum apl. Professor für Zahn-, Mund- und Kieferheilkunde ernannt. Als Nachfolger des entlassenen Hans Moral kam er 1933 auf den Lehrstuhl, den zuvor sein 13 Jahre älterer Bruder Johannes Reinmöller bekleidet hatte. 1936–1938 war er an Planung, Bau, Einrichtung und Organisation der Zahnklinik Rostock beteiligt. Als Sanitätsoffizier im Heer (Wehrmacht) diente er 1939–1945 in einem Rostocker Reserve-Lazarett, zuletzt als Oberfeldarzt. Er war maßgeblich dafür verantwortlich, dass Visigothias verbliebenes und verstecktes Inventar in den Westen zu Nassovia verbracht werden konnte. Noch als Professor hielt er anlässlich eines Universitätsjubiläums eine markige Rede über die alte Burschenherrlichkeit. 1955 wurde er emeritiert.

## Ehrungen
- Philipp-Pfaff-Medaille der Gesellschaft für Stomatologie der DDR
- Vorsitzender der Medizinisch-wissenschaftlichen Gesellschaft für Zahnheilkunde und Kieferheilkunde Mecklenburgs
- Ehrendoktor, Dr. med. dent. h. c. der Universität Rostock (1960)